# Femklövern

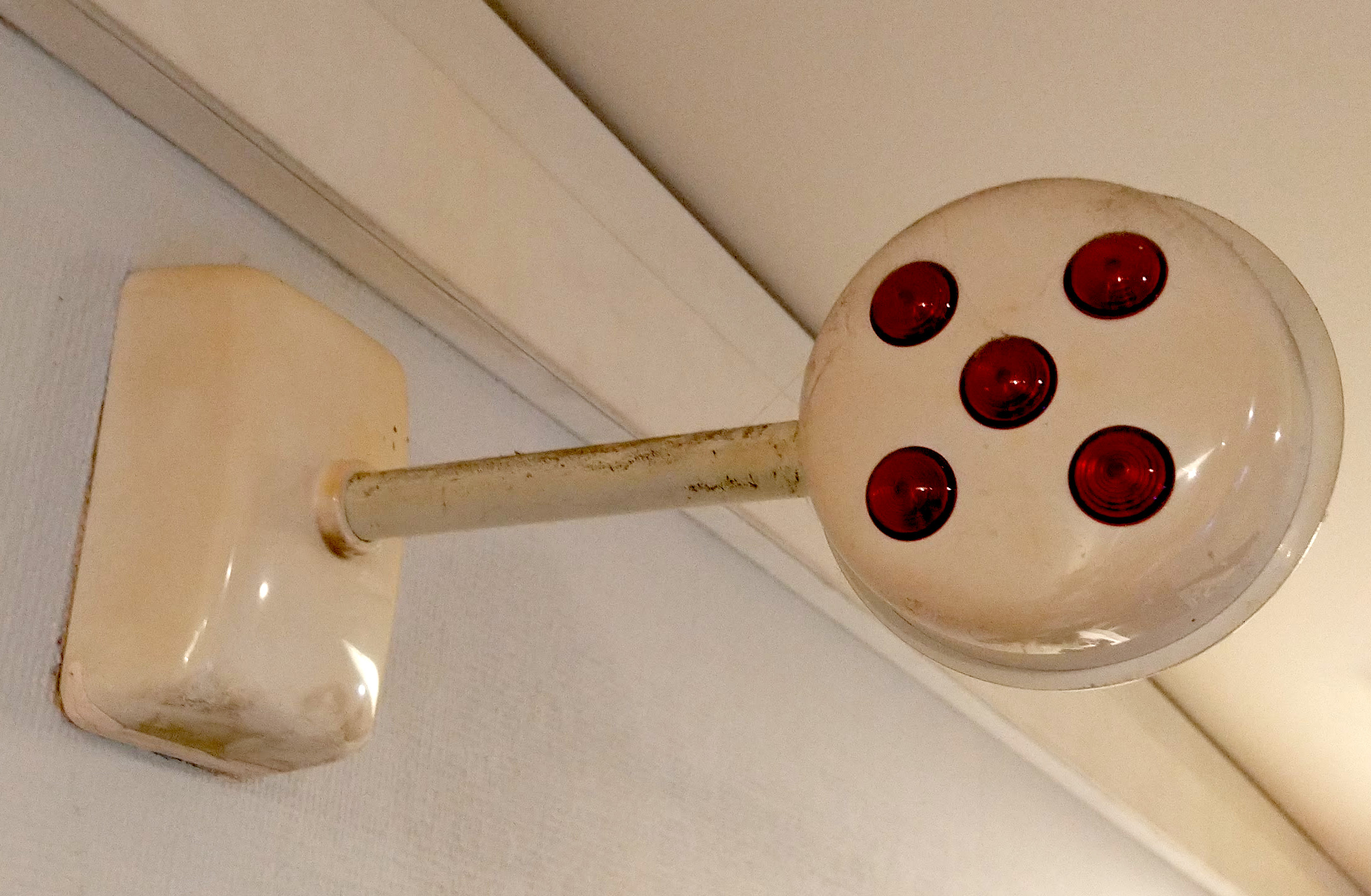
Ericsson femklöver-personsökare KNH 95x

Femklövern, egentligen Ericsson femklöver-personsökare KNH 95x, var det folkliga namnet på ett optiskt personsökarsystem som uppfanns och såldes av Ericsson runt 1950 och som användes på flera svenska industrier och institutioner från 1950-talet och i flera fall ända fram till 1980-talet då de gradivis ersattes av radiobaserade personsökare och mobiltelefoner. Systemet hade olika produktnummer som KNH 950, KNH 951, KNH 952 och så vidare. Manöverpanelerna hade produktnummer som började med KEM, exempelvis KEM 3111.

Femklövern bestod av fem röda lampor och en summer, och placerades i alla rum och korridorer där personer kunde befinna sig inom en viss anläggning. När en person söktes ljöd summern, och en kombination av lampor tändes. Lamporna kunde tändas med fast eller blinkande sken.
Varje person som skulle sökas tilldelades en unik kombination av släckta, tända eller blinkande lampor. Eftersom det fanns fem lampor innebar detta, om man tog bort kombinationen då alla lampor var släckta, att det fanns 242 olika kombinationer vilket i sin tur innebar att systemet var begränsat till 242 personer. År 1956 introducerades en nedskalad variant med stöd för 62 olika signaler/personer.
Ericsson uppfann ungefär samtidigt även ett system med liknande design med tre lampor som kunde monteras vid dörren med antingen färgen grön, gul eller röd eller texten "stig in", "vänta" respektive "upptagen". Denna hade produktnumret KNH 8401 eller KNH 8402 och manöverenheten som placerades på skrivbordet för att kontrollera lamporna hette KEM 1101. Denna kunde kopplas till telefonen så att den röda lampan eller "upptagen" automatiskt tändes då telefonluren var lyft.